# Немфидий (префект Прованса)
Немфидий (лат. Nemfidius; VII век) — правитель Прованса в конце VII века.

## Биография
О происхождении и ранних годах жизни Немфидия сведений в средневековых источниках не сохранилось. Неизвестны ни дата, ни обстоятельства, при которых он получил власть над Провансом. Точно не установлена даже последовательность лиц, правивших южными землями современной Франции в конце VII — начале VIII веков. В одном из документов, сохранившемся в картулярии аббатства Святого Виктора в Марселе и датированном 780 годом, приводится список прованских властителей, носивших титул патриций: «Анседерт, Немфидий, Антенор, Метран и Аббон» (лат. Ansedertus, Nemfidius, Antenor, Metranus et Abbon). На этом основании современными историками делается вывод, что Немфидий был преемником Анседерта и предшественником Антенора, первое достоверное упоминание о котором относится к 697 году. Однако на основании изучения обнаруженного в 1851 году в селении Симье клада серебряных монет некоторые историки сделали предположение, что на рубеже VII и VIII веков Провансом могли править два человека по имени Антенор: возможно, отец и сын. Развивая эту гипотезу, они утверждают, что Немфидий мог быть как предшественником первого из Антеноров, так и править Провансом между двумя этими властителями. Однако достоверных подтверждений таких гипотез представлено так и не было.
В картулярии аббатства Святого Виктора также сообщается, что вдова Немфидия Адальтруда сделала богатое пожертвование этой обители, и что этот дар был впоследствии конфискован патрицием Антенором.
В кладе из Симье сохранилось несколько монет, помеченных именем или монограммой Немфидия.